# Сыростан (посёлок)
Сыроста́н — посёлок железнодорожной станции в Миасском городском округе Челябинской области России.

## География
Посёлок находится на берегу реки Поперечная, к северо-востоку от одноимённого села, на расстоянии 15 км к северо-западу от города Миасс, административного центра округа.

## Население
| 2002 | 2010 |
| ---- | ---- |
| 217  | ↘202 |

### Половой состав
По данным Всероссийской переписи, в 2010 году численность населения посёлка составляла 202 человека (105 мужчин и 97 женщин).

## Улицы
| - ул. 60 лет Октября, - ул. Вокзальная, | - ул. Зелёная, - ул. Набережная. |

## Транспорт
В посёлке расположена одноимённая станция Южно-Уральской железной дороги.